# Freepsum
Freepsum est un quartier de la commune allemande de Krummhörn, dans l'arrondissement d'Aurich, Land de Basse-Saxe.

## Géographie

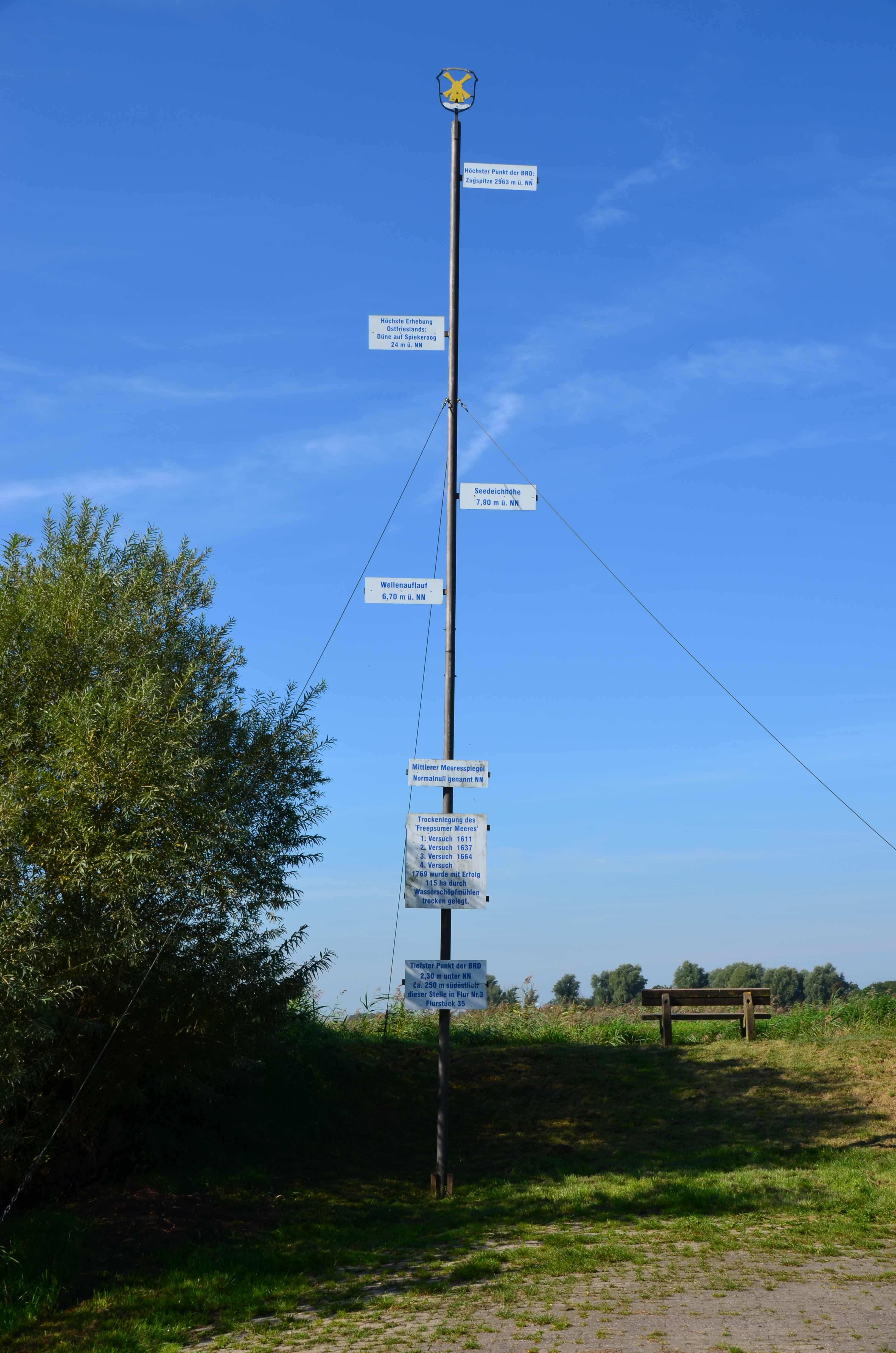
Point le plus bas de la Frise orientale

Freepsum est à environ trois kilomètres au sud-est de Pewsum, le plus grand quartier de Krummhörn. Le village sur un terp au-dessus d'un marécage argileux. Immédiatement au sud-est du village se trouve un lac asséché. Le point le plus profond de la dépression qui résulte de l'assèchement est longtemps le point le plus bas d'Allemagne, à 2 m en-dessous du niveau de la mer, mais depuis 1988 on considère qu'il se trouve à Neuendorf-Sachsenbande, à 3,5 m.

## Histoire
Freepsum est mentionné pour la première fois au Xe siècle sous le nom de Fresbrahtteshem.
En juin 1972, Freepsum est incorporé à Krummhörn.

## Source, notes et références
- (de) Cet article est partiellement ou en totalité issu de l’article de Wikipédia en allemand intitulé « Freepsum » (voir la liste des auteurs).

1. ↑  (de) Kathrin Dorscheid, « Deutschlands tiefster Ort Neuendorf », sur RP Online, 2011 (consulté le 28 décembre 2018)